# Горбунов, Владимир Владимирович
Владимир Владимирович Горбунов (22 апреля 1982, Москва) — российский хоккеист, центральный нападающий.
Воспитанник хоккейной школы ЦСКА. Играл за ЦСКА, «Салават Юлаев» (Уфа), ХК МВД (Тверь/Подольск). В сезоне 2007/08 снова играл за ЦСКА, но весной 2008 года вернулся в ХК МВД.
В 2000 году задрафтован клубом НХЛ «Нью-Йорк Айлендерс» в четвёртом раунде под 105-м номером.
В декабре 2013 года подписал контракт с екатеринбургским «Автомобилистом».

## Статистика
| Легенда | Легенда                    | Легенда | Легенда                   | Легенда | Легенда    |
| ------- | -------------------------- | ------- | ------------------------- | ------- | ---------- |
| И       | Количество проведённых игр | Штр     | Штрафное время            | +/−     | Плюс-минус |
| Г       | Голы                       | П       | Голевые передачи          | О       | Очки       |
| -       | Статистика неизвестна      | —       | Статистика не учитывалась |         |            |

### Клубная карьера
- a В этом сезоне в «Плей-офф» учитывается статистика игрока в Кубке Надежды.